# Comfort of Strangers
Comfort of Strangers je čtvrté studiové album anglické zpěvačky Beth Orton. Vydáno bylo 7. února roku 2006 společnostmi Astralwerks a EMI Records. Nahráno bylo v newyorském studiu Sear Sound a jeho producentem byl Jim O'Rourke. Ten na nahrávce rovněž obsluhoval několik nástrojů. Dále se na desce podílela například jihokorejská violoncellistka Okkyung Lee.

## Seznam skladeb
| Pořadí | Název                | Délka |
| ------ | -------------------- | ----- |
| 1.     | Worms                | 2:04  |
| 2.     | Countenance          | 2:23  |
| 3.     | Heartland Truckstop  | 2:48  |
| 4.     | Rectify              | 2:27  |
| 5.     | Comfort of Strangers | 3:18  |
| 6.     | Shadow of a Doubt    | 3:58  |
| 7.     | Conceived            | 3:27  |
| 8.     | Absinthe             | 4:02  |
| 9.     | A Place Aside        | 2:19  |
| 10.    | Safe in Your Arms    | 4:28  |
| 11.    | Shopping Trolley     | 2:51  |
| 12.    | Feral Children       | 3:35  |
| 13.    | Heart of Soul        | 3:50  |
| 14.    | Pieces of Sky        | 3:09  |

## Obsazení
- Beth Orton – zpěv, kytara, klavír, perkuse, harmonika, doprovodné vokály
- Jim O'Rourke – kytara, baskytara, klavír, elektrické piano, perkuse, marimba, doprovodné vokály
- Tim Barnes – bicí, perkuse
- Rob Burger – slide kytara, varhany, citera, akordeon
- Okkyung Lee – violoncello
- Karen Waltuch – housle, viola